# No Bull
No Bull é um concerto filmado em 16 mm na Plaza de Toros de Las Ventas, Madrid, em 10 de julho de 1996, durante a turnê Ballbreaker da banda de hard rock australiana AC/DC, lançado em VHS em 1996 e em DVD, em 2000.
Uma reedição em DVD e Blu-ray intitulada No Bull The Director's Cut foi lançada em setembro de 2008. O som da reedição é remixado por Mike Fraser, e inclui os bônus: quatro faixas do concerto em câmera fixa em Angus (Shoot to Thrill, Rock and Roll Ain't Noise Pollution, Hail Caesar, You Shook Me All Night Long) bem como as gravações ao vivo de Cover You in Oil (Gotemburgo '96) e Down Payment Blues (Daytona Beach '96).

## Faixas
1. Back in Black
2. Shot Down in Flames
3. Thunderstruck
4. Girls Got Rhythm
5. Hard as a Rock
6. Shoot to Thrill
7. Boogie Man
8. Hail Caesar
9. Hells Bells
10. Dog Eat Dog
11. The Jack
12. Ballbreaker
13. Rock and Roll Ain't Noise Pollution
14. Dirty Deeds Done Dirt Cheap
15. You Shook Me All Night Long
16. Whole Lotta Rosie
17. T.N.T.
18. Let There Be Rock
19. Highway to Hell
20. For Those About to Rock (We Salute You)

- Todas as canções foram compostas por Young, Johnson, e Young, exceto: "Thunderstruck", "Hard As A Rock", "Boogie Man", "Hail Caesar" e "Ballbreaker" por Malcom Young, Angus Young; "Shot Down In Flames", "Girls Got Rhythm", "Dog Eat Dog", "The Jack", "Dirty Deeds Done Dirt Cheap", "Whole Lotta Rosie", "T.N.T.", "Let There Be Rock" e "Highway To Hell" por Malcom Young, Scott, e Angus Young.

## Intérpretes
- Brian Johnson - vocal
- Angus Young - guitarra solo
- Malcolm Young - guitarra rítmica, vocal de apoio
- Cliff Williams - baixo, vocal de apoio
- Phil Rudd - bateria

## Características especiais
- Dolby Digital 5.0 Surround Sound
- Dolby Digital Stereo
- "Hard As A Rock" Promo
- "The Making Of Hard As A Rock" documentário com entrevistas com Angus Young e Brian Johnson
- Letras das canções, subtítulos e legenda

### Director's Cut
Estéreo e 5.1 Surround Sound mixado e masterizado para DVD
- Brand new hi-def transfer e re-edit para DVD
- "Angus-cam" versões de:

1. - "Shoot to Thrill"
  - "Hail Caesar"
  - "Rock and Roll Ain't Noise Pollution"
  - "You Shook Me All Night Long"

- Faixas bônus- Performances raras da turnê de Ballbreaker:

1. - "Cover You In Oil" - em Gotemburgo, Suécia
  - "Down Payment Blues" - em Daytona Beach, Flórida

- Catálogo completo da discografia